# Municipio de Hangaard
El municipio de Hangaard (en inglés: Hangaard Township) es un municipio ubicado en el condado de Clearwater, en el estado estadounidense de Minnesota. En el año 2010 tenía una población de 5 habitantes y una densidad poblacional de 0,09 personas por km².

## Geografía
El municipio de Hangaard se encuentra ubicado en las coordenadas 47°52′46″N 95°31′58″O / 47.87944, -95.53278. Según la Oficina del Censo de los Estados Unidos, el municipio tiene una superficie total de 57.08 km², de la cual 57,08 km² corresponden a tierra firme y (0 %) 0 km² es agua.

## Demografía
Según el censo de 2010, había 5 personas residiendo en el municipio de Hangaard. La densidad de población era de 0,09 hab./km². De los 5 habitantes, el municipio de Hangaard estaba compuesto por el 40 % blancos, el 60 % eran amerindios. Del total de la población el 0 % eran hispanos o latinos de cualquier raza.